# Системы оценки виниловых пластинок
Система оценки состояния виниловой пластинки (англ. Vinyl condition grading system) — буквенно-символьное обозначение состояния грампластинок («винила»), обычно бывшего в употреблении, предназначенного для сопоставления качества различных предложений на вторичном рынке и их соответствующей цены по аналогии с системами оценки состояния книг, монет и почтовых марок.
Изначально системы оценки состояния были предложены английским издательством Diamond Publishing в каталоге Record Collector’s Rare Record Price Guide (1987 год), и американским издательством Krause Publications в каталоге The Goldmine Record Album Price Guide (1990 год), а затем стали использоваться на различных ресурсах в сети, например, на сайте discogs.com.

## Система оценки Record Collector
- Mint (M) — в абсолютно новом состоянии без отметин на поверхности или ухудшения качества звука. Обложка и все вложения в идеальном состоянии. Пластинки, заявленные как запечатанные (sealed) или неигранные (unplayed) должны быть mint.
- Excellent (EX) — имеет некоторые следы использования, но потери в качестве звука минимальны. Конверт и вложения могут иметь лёгкий износ или лёгкие складки.
- Very Good (VG) — видно, что пластинка игралась много раз, но сильного ухудшения качества звука нет, несмотря на видимые поверхностные царапины (scuffs) и отдельные глубокие царапины (scratches). Приемлемы обычные потёртости конверта и вложений, без каких-либо серьёзных повреждений.
- Good (G) — проигрывали так много раз, что качество звука заметно ухудшилось. Возможны некоторые искажения, глубокие и длинные царапины. Обложка и вложения пострадали от сгибов, повреждений краёв, разрывов корешка, обесцвечивания и т. п.
- Fair (F) — ещё можно проигрывать, но с пластинкой обращались неправильно, она имеет заметный шум и даже может «прыгать». Конверт и вложения порваны, испачканы, испорчены.
- BAD (B) — непригодна для проигрывания или даже сломана. Обложка и содержимое очень повреждены или частично утрачены. Такая пластинка годится лишь как «заполнитель» в коллекции.

## Система оценки Goldmine
- Mint (M) — открытая или запечатанная (sealed) не игранная пластинка. Диск и конверт не имеют видимых дефектов.
- Near Mint (NM/M-) — почти превосходная пластинка. Либо не проигрывалась ни разу, либо должна проигрываться без любых слышимых дефектов. Большинство продавцов не дают оценку выше, чем эта, поскольку считают, что не существует абсолютно превосходных пластинок. На пластинке не должно быть видно никаких следов износа, пятен или других дефектов. Конверт не должен иметь никаких сгибов, прорезов или других заметных подобных дефектов. То же самое должно быть со всеми дополнительными материалами — постерами, внутренними конвертами, листами с текстами песен и т. д.
- Very Good Plus (VG+) — обычно оценивается в 50 % или меньше стоимости пластинки в состоянии NM. На диске видны некоторые следы износа от проигрывания, но предыдущий владелец заботился о достойном хранении. Дефекты должны быть небольшими (поверхностные царапины), не влияющими на воспроизведение целиком. Допускается лёгкая неровность поверхности, не влияющая на качество звука. На этикетке (яблоке) диска может быть лёгкий износ от шпинделя (паук) или выцветание красок. Конверт может иметь небольшие знаки износа и/или прорезы. Если бы не эти несколько небольших, но заметных при визуальном осмотре недостатков, то пластинке обычно дают оценку состояния NM.
- Very Good (VG) — обычно оценивается в 25 % или меньше стоимости пластинки в состоянии NM. Большинство дефектов, описанных выше, распространяются и на эту оценку. Поверхностный шум очевиден во время проигрывания, особенно в тихих проигрышах и промежутках между треками, но не превосходит слышимость музыки в других местах. Износ дорожки более виден, как и лёгкие царапины, которые влияют на воспроизведение. На этикетке диска могут быть посторонние надписи, этикетки или следы от посторонних этикеток. То же самое относится к вкладышам или конвертам. В то же время, не должно быть множества этих недостатков одновременно.
- Good Plus (G+) — обычно оценивается в 10 % или меньше стоимости пластинки в состоянии NM. Пластинка должна проигрываться без перескоков, но может иметь значительный уровень шума поверхности, царапины и видимый износ дорожки. На конверте может быть виден след от хранения пластинки, особенно внизу и в центре. При проигрывании также слышны значительные щелчки.
- Poor (P) — обычно оценивается в 5 % или меньше стоимости пластинки в состоянии NM. Пластинка может быть сильно погнута, имеет царапины и не проигрывается без перескоков. Внутренний конверт повреждён водой, прорван по краям. На дополнительных материалах есть надписи, на них есть разрывы или видимые сгибы.

## Другие системы оценки
Ряд торговцев и коллекционеров использует оценки EX+, VG++ или VG+++, которые не входят в опубликованные стандартные системы оценок.